# Ігри дорослих людей
«Ігри дорослих людей» — радянський комедійний чорно-білий художній фільм 1967 року, знятий режисерами Маріонасом Гедрісом, Альгімантасом Кундялісом і Іллею Рудасом на Литовській кіностудії.

## Сюжет
Кіноальманах, що складається з двох новел - екранізацій оповідань литовських письменників Альгірдаса Поцюса та Раймондаса Кашаускаса. У фільмі іронічно трактується флірт між чоловіками та жінками. Новели пов'язані особистістю водія Бронюса.

## У ролях
- Регімантас Адомайтіс — Бронюс («Гра перша», «Гра друга»), озвучив Ігор Єфімов
- Даля Меленайте — Лайма («Гра перша»), озвучила Олександра Зав'ялова
- Фердінандас Якшис — Рамонас, органіст, чоловік Лайми («Гра перша»), озвучив Юрій Соловйов
- Юозас Рігертас — Вайсета, священник («Гра перша»), озвучив Олександр Дем'яненко
- Маріонас Гедріс — Адомас («Гра перша»), озвучив Олексій Кожевников
- Борис Смєльцов — продавець («Гра перша»)
- Баліс Юшкявічюс — перукар («Гра перша»)
- Еугенія Плешкіте — Регіна («Гра друга»), озвучила Лариса Архіпова
- Дануте Юроніте-Зельчювене — Рута («Гра друга»), озвучила Людмила Чупіро
- Нійоле Лепешкайте — Алдона («Гра друга»), озвучила Людмила Безугла
- Альфонас Радзявічюс — сторож («Гра друга»)
- Герлінда Ковайте — Зіта («Гра друга»), озвучила Ірина Губанова
- Юозас Ярушявічюс — водій («Гра друга»)
- Рімгаудас Карвяліс — попутник («Гра друга»)
- Пятрас Зулонас — директор бази («Гра друга»)

## Знімальна група
- Режисери — Маріонас Гедріс, Альгімантас Кундяліс, Ілля Рудас
- Сценаристи — Пранас Моркус, Альгімантас Кундяліс, Ілля Рудас
- Оператори — Донатас Печюра, Александрас Дігімас
- Композитор — Альгімантас Апанавічюс
- Художники — Йєронімас Чюпліс, Альгірдас Нічюс